# Símbols d'Irapuato
Els símbols de la ciutat d'Irapuato són l'emblema representatiu d'aquest municipi de l'estat de Guanajuato.

## Bandera
La Bandera d'Irapuato representa oficialment al municipi mexicà d'Irapuato des del 2011. Consisteix en un rectangle dividit en dues franges horitzontals de mesures idèntiques, amb els colors en el següent ordre a partir del pal de la bandera: bleu marí i vermell.